# Lijst van voetbalinterlands Mexico - Portugal
Deze lijst van voetbalinterlands is een overzicht van alle officiële voetbalwedstrijden tussen de nationale teams van Mexico en Portugal. De landen speelden tot op heden vijf keer tegen elkaar. De eerste ontmoeting, een vriendschappelijke wedstrijd, werd gespeeld in Lissabon  op 6 april 1969. Het laatste duel, de troostfinale van de FIFA Confederations Cup 2017, vond plaats op 2 juli 2017 in Moskou (Rusland).

## Wedstrijden
| № | Plaats        | Datum        | Competitie                   | Wedstrijd         | Uitslag |
| - | ------------- | ------------ | ---------------------------- | ----------------- | ------- |
| 1 | Lissabon      | 6 april 1969 | Vriendschappelijk            | Portugal – Mexico | 0 – 0   |
| 2 | Gelsenkirchen | 21 juni 2006 | WK 2006                      | Portugal – Mexico | 2 – 1   |
| 3 | Foxborough    | 6 juni 2014  | Vriendschappelijk            | Mexico – Portugal | 0 – 1   |
| 4 | Kazan         | 18 juni 2017 | FIFA Confederations Cup 2017 | Portugal – Mexico | 2 – 2   |
| 5 | Moskou        | 2 juli 2017  | FIFA Confederations Cup 2017 | Portugal – Mexico | 2 – 1   |

## Samenvatting
| Competitie              | Totaal gespeeld | Winst Mexico | Gelijk | Winst Portugal | Doelsaldo Mexico – Portugal |
| ----------------------- | --------------- | ------------ | ------ | -------------- | --------------------------- |
| WK-eindronde            | 1               | 0            | 0      | 1              | 1 − 2                       |
| FIFA Confederations Cup | 2               | 0            | 1      | 1              | 3 – 4                       |
| Vriendschappelijk       | 2               | 0            | 1      | 1              | 0 − 1                       |
| Totaal                  | 5               | 0            | 2      | 3              | 4 − 7                       |

## Details

### Tweede ontmoeting
| WK 2006 (Gelsenkirchen, Duitsland, 21 juni 2006):                                                                                   |                 | |
| Portugal | 2 – 1           | Mexico |
| Maniche 6' Simão Sabrosa 24' (pen.)                                                                                                 | goals (assists) | 29' Francisco Fonseca |
| Luiz Felipe Scolari | bondscoach      | Ricardo La Volpe |
| Ricardo Miguel 61' Fernando Meira Marco Caneira Ricardo Carvalho Petit Maniche Tiago Luís Figo 80' Hélder Postiga 69' Simão Sabrosa | opstellingen    | Oswaldo Sánchez Carlos Salcido Rafael Márquez Ricardo Osorio Pavel Pardo 69' Gonzalo Pineda 80' Mario Mendez Francisco Fonseca Omar Bravo 46' Francisco Rodríguez Luis Ernesto Pérez |
| Paulo Ferreira 61' Nuno Gomes 69' Luís Boa Morte 80'                                                                                | wissels         | 46' Zinha 69' José Antonio Castro 80' Guillermo Franco |
| Miguel 26' Maniche 69' Boa Morte 88' Nuno Gomes 90'                                                                                 | gele kaarten    | 22' Francisco Rodriguez 65' Rafael Márquez 87' Zinha |
| | rode kaarten    | 27', 61' Luis Ernesto Pérez |

### Derde ontmoeting
| Vriendschappelijk (Foxborough, Verenigde Staten, 6 juni 2014): |       |                   |
| Mexico                                                         | 0 – 1 | Portugal          |
|                                                                | goals | 90+3' Bruno Alves |

### Vierde ontmoeting
| Groepsfase FIFA Confederations Cup 2017 (scheidsrechter Néstor Pitana, Kazan, 18 juni 2017):                                                                |                 | |
| Portugal | 2 – 2           | Mexico |
| Ricardo Quaresma 34' (Cristiano Ronaldo) Cédric Soares 86'                                                                                                  | goals (assists) | 42' Javier Hernández (Carlos Vela) 90+1' Héctor Moreno (Jonathan dos Santos)                                                                                                   |
| Fernando Santos | bondscoach      | Juan Carlos Osorio |
| Rui Patrício Cédric Soares Pepe José Fonte Raphaël Guerreiro Ricardo Quaresma 82' William Carvalho João Moutinho 58' André Gomes Nani 58' Cristiano Ronaldo | opstellingen    | Guillermo Ochoa 67' Carlos Salcedo Diego Reyes Héctor Moreno Miguel Layún Jonathan dos Santos Héctor Herrera Andrés Guardado 57' Carlos Vela Javier Hernández 79' Raúl Jiménez |
| Gelson Martins 58' Adrien Silva 58' André Silva 82' | wissels         | 57' Giovani dos Santos 67' Néstor Araujo 79' Oribe Peralta |
| Adrien Silva 58' André Gomes 90+3' | gele kaarten    | 73' Andrés Guardado |

### Vijfde ontmoeting
| Troostfinale FIFA Confederations Cup 2017 (scheidsrechter Fahad Al-Mirdasi, Moskou, 2 juli 2017):                                                      |                 | |
| Portugal | 2 – 1 (n.v.)    | Mexico |
| Pepe 90' (Eliseu) Adrien Silva 104' (pen.) | goals (assists) | 54' (e.d.) Luís Neto |
| Fernando Santos | bondscoach      | Juan Carlos Osorio |
| Rui Patrício Nélson Semedo Pepe Luís Neto Eliseu Gelson Martins João Moutinho 82' Danilo Pereira 82' Pizzi 91' André Silva Nani 70'                    | opstellingen    | Guillermo Ochoa Miguel Layún Néstor Araujo Héctor Moreno Luis Reyes Héctor Herrera 105' Rafael Márquez 79' Andrés Guardado Carlos Vela 60' Oribe Peralta 85' Javier Hernández |
| Ricardo Quaresma 70' André Gomes 82' Adrien Silva 82' William Carvalho 91'                                                                             | wissels         | 60' Hirving Lozano 79' Jonathan dos Santos 85' Raúl Jiménez 105' Marco Fabián                                                                                                 |
| | gele kaarten    | 17' Rafael Márquez 97' Héctor Moreno |
| Nélson Semedo 26', 106' | rode kaarten    | 93', 112' Raúl Jiménez |
| - André Silva mist namens Portugal in de 17de minuut een strafschop. - Mexicaanse bondscoach Juan Carlos Osorio wordt in de 120ste minuut weggestuurd. |                 | |

FMF · A-internationals · Selecties · Bondscoaches · Statistieken · Mexicaans vrouwenelftal · Olympisch elftal · Mexico U21 · Mexico U20 · Mexico U19 · Mexico U18 · Mexico U17
1920 – 1949 ·
1950 – 1969 ·
1970 – 1979 ·
1980 – 1989 ·
1990 – 1999 ·
2000 – 2009 ·
2010 – 2019 ·
2020 – 2029
Copa América 1993 ·
Copa América 1995 ·
Copa América 1997 ·
Copa América 1999 ·
Copa América 2001 ·
Copa América 2004 ·
Copa América 2007 ·
Copa América 2011 ·
Copa América 2015 · 
Copa América 2016
WK 1930 ·
WK 1950 ·
WK 1954 ·
WK 1958 ·
WK 1962 ·
WK 1966 ·
WK 1970 ·
WK 1978 ·
WK 1986 ·
WK 1994 ·
WK 1998 ·
WK 2002 ·
WK 2006 ·
WK 2010 ·
WK 2014 · 
WK 2018
OS 1928 ·
OS 1948 ·
OS 1964 ·
OS 1968 ·
OS 1972 ·
OS 1976 ·
OS 1992 ·
OS 1996 ·
OS 2004 ·
OS 2012 ·
OS 2016 ·
OS 2020
1923 ·
1924–1927 ·
1928 ·
1929 ·
1930 ·
1931–1933 ·
1934 ·
1935 ·
1936 ·
1937 ·
1938 ·
1939–1946 ·
1947 ·
1948 ·
1949 ·
1950 ·
1951 ·
1952 ·
1953 ·
1954 ·
1955 ·
1956 ·
1957 ·
1958 ·
1959 ·
1960 ·
1961 ·
1962 ·
1963 ·
1964 ·
1965 ·
1966 ·
1967 ·
1968 ·
1969 ·
1970 · 
1971 · 
1972 · 
1973 · 
1974 · 
1975 · 
1976 · 
1977 · 
1978 · 
1979 · 
1980 · 
1981 · 
1982 · 
1983 · 
1984 · 
1985 · 
1986 · 
1987 · 
1988 · 
1989 · 
1990 · 
1991 · 
1992 · 
1993 · 
1994 · 
1995 · 
1996 · 
1997 · 
1998 · 
1999 · 
2000 · 
2001 · 
2002 · 
2003 · 
2004 · 
2005 · 
2006 · 
2007 · 
2008 · 
2009 · 
2010 · 
2011 · 
2012 · 
2013 · 
2014 · 
2015 · 
2016 ·
2017 ·
2018 ·
2019 ·
2020 ·
2021 ·
2022 ·
2023
Albanië ·
Algerije ·
Angola ·
Argentinië ·
Australië ·
België ·
Belize ·
Bermuda ·
Bolivia ·
Bosnië en Herzegovina ·
Brazilië ·
Bulgarije ·
Canada ·
Chili ·
China ·
Colombia ·
Congo-Kinshasa ·
Costa Rica ·
Cuba ·
Curaçao ·
DDR ·
Denemarken ·
Dominica ·
Duitsland ·
Ecuador ·
Egypte ·
El Salvador ·
Engeland ·
Estland ·
Fiji ·
Finland ·
Frankrijk ·
Gambia ·
Ghana ·
Griekenland ·
Guatemala ·
Guyana ·
Haïti ·
Honduras ·
Hongarije ·
Ierland ·
IJsland ·
Irak ·
Iran ·
Israël ·
Italië ·
Ivoorkust ·
Jamaica ·
Japan ·
Joegoslavië ·
Kameroen ·
Kroatië ·
Liberia ·
Luxemburg ·
Marokko ·
Martinique ·
Nederland ·
Nederlandse Antillen ·
Nicaragua ·
Nieuw-Zeeland ·
Nigeria ·
Noord-Ierland ·
Noord-Korea ·
Noorwegen ·
Oekraïne ·
Oezbekistan ·
Panama ·
Paraguay ·
Peru ·
Polen ·
Portugal ·
Qatar ·
Roemenië ·
Rusland ·
Saint Kitts en Nevis ·
Saint Vincent en de Grenadines ·
Saoedi-Arabië ·
Schotland ·
Senegal ·
Servië ·
Slovenië ·
Slowakije ·
Sovjet-Unie ·
Spanje ·
Suriname ·
Trinidad en Tobago ·
Tsjechië ·
Tsjecho-Slowakije ·
Tunesië ·
Uruguay ·
Venezuela ·
Verenigde Staten ·
Wales ·
Wit-Rusland ·
Zuid-Afrika ·
Zuid-Korea ·
Zweden ·
Zwitserland
Angola (2006) ·
Argentinië (2006) ·
Brazilië (1999) ·
Brazilië (2014) ·
Brazilië (2018) ·
Duitsland (2018) ·
Frankrijk (2010) ·
Iran (2006) ·
Kameroen (2014) ·
Kroatië (2014) ·
Nederland (2014) ·
Portugal (2006) ·
Uruguay (2010) ·
Zuid-Afrika (2010) ·
Zuid-Korea (2018) ·
Zweden (2018)
FPF · A-internationals · Selecties · Statistieken · Bondscoaches · Portugees vrouwenelftal · Olympisch elftal · Portugal U21 · Portugal U20 · Portugal U19 · Portugal U18 · Portugal U17 · Vrouwen U17
1921 – 1929 · 
1930 – 1939 · 
1940 – 1949 · 
1950 – 1959 · 
1960 – 1969 · 
1970 – 1979 · 
1980 – 1989 · 
1990 – 1999 · 
2000 – 2009 · 
2010 – 2019 · 
2020 – 2029
EK's: 1984 · 
1996 · 
2000 · 
2004 · 
2008 · 
2012 · 
2016 · 
2020 · 
2024
WK's: 1966 · 
1986 · 
2002 · 
2006 · 
2010 · 
2014 · 
2018 · 
2022
OS: 1928 · 
1996 · 
2004 · 
2016
1921 · 
1922 · 
1923 · 
1924 · 
1925 · 
1926 · 
1927 · 
1928 · 
1929 · 
1930 · 
1931 · 
1932 · 
1933 · 
1934 · 
1935 · 
1936 · 
1937 · 
1938 · 
1939 · 
1940 · 
1942 · 
1943 · 1944 · 
1945 · 
1946 · 
1947 · 
1948 · 
1949 ·
1950 · 
1951 · 
1952 · 
1953 · 
1954 · 
1955 · 
1956 · 
1957 · 
1958 · 
1959 ·
1960 · 
1961 · 
1962 ·
1963 ·
1964 · 
1965 · 
1966 · 
1967 · 
1968 · 
1969 ·
1970 · 
1971 · 
1972 · 
1973 · 
1974 · 
1975 · 
1976 · 
1977 · 
1978 · 
1979 ·
1980 · 
1981 · 
1982 · 
1983 · 
1984 · 
1985 · 
1986 · 
1987 · 
1988 · 
1989 · 
1990 · 
1991 ·
1992 · 
1993 · 
1994 · 
1995 · 
1996 · 
1997 · 
1998 · 
1999 · 
2000 · 
2001 · 
2002 · 
2003 · 
2004 · 
2005 · 
2006 · 
2007 · 
2008 · 
2009 · 
2010 · 
2011 · 
2012 · 
2013 ·
2014 ·
2015 ·
2016 ·
2017 ·
2018 ·
2019 ·
2020 ·
2021 ·
2022
Albanië ·
Algerije ·
Andorra ·
Angola ·
Argentinië ·
Armenië ·
Azerbeidzjan ·
België ·
Bolivia ·
Bosnië-Herzegovina ·
Brazilië ·
Bulgarije ·
Canada ·
Chili ·
China ·
Cyprus ·
DDR ·
Denemarken ·
Duitsland ·
Ecuador ·
Egypte ·
Engeland ·
Estland ·
Faeröer ·
Finland ·
Frankrijk ·
Gabon ·
Georgië ·
Ghana ·
Gibraltar ·
Griekenland ·
Hongarije ·
Ierland ·
IJsland ·
Iran ·
Israël ·
Italië ·
Ivoorkust ·
Joegoslavië ·
Kaapverdië ·
Kameroen ·
Kazachstan ·
Koeweit ·
Kroatië ·
Letland ·
Liechtenstein ·
Litouwen ·
Luxemburg ·
Malta ·
Marokko ·
Mexico ·
Moldavië ·
Mozambique ·
Nederland ·
Nieuw-Zeeland ·
Nigeria ·
Noord-Ierland ·
Noord-Korea ·
Noord-Macedonië ·
Noorwegen ·
Oekraïne ·
Oostenrijk ·
Panama ·
Paraguay ·
Polen ·
Qatar ·
Roemenië ·
Rusland ·
Saoedi-Arabië ·
Schotland ·
Servië ·
Slovenië ·
Slowakije ·
Sovjet-Unie ·
Spanje ·
Tsjechië ·
Tsjecho-Slowakije ·
Tunesië ·
Turkije ·
Uruguay ·
Verenigde Staten ·
Wales ·
Zuid-Afrika ·
Zuid-Korea ·
Zweden ·
Zwitserland
Angola (2006) ·
België (2021) ·
Brazilië (2010) · 
Denemarken (2012) ·
Duitsland (2006) ·
Duitsland (2008) ·
Duitsland (2012) ·
Duitsland (2014) ·
Duitsland (2021) ·
Engeland (2000) ·
Engeland (2006) ·
Frankrijk (2006) ·
Frankrijk (2016) ·
Frankrijk (2021)  ·
Ghana (2014) ·
Griekenland (2004, 2) · 
Hongarije (2021) · 
IJsland (2016) · 
Iran (2006) ·
Iran (2018) ·
Marokko (2018) ·
Marokko (2022) ·
Mexico (2006) ·
Nederland (2006) ·
Nederland (2012) ·
Oostenrijk (2016) · 
Spanje (2012) · 
Spanje (2018) ·
Tsjechië (2008) ·
Tsjechië (2012) · 
Turkije (2008) ·
Verenigde Staten (2014) ·
Uruguay (2018) ·
Zuid-Korea (2022) · 
Zwitserland (2008) · 
Zwitserland (2022)